# Slagsnoer
Slagsnoer is explosief materiaal in de vorm van een snoer/draad, met twee hoofdtoepassingen: 
1. het eenvoudig inleiden van andere ladingen springstof (vrijwel) zonder vertraging over afstanden van tientallen tot honderden meters
2. het kan worden gebruikt voor het explosief doorsnijden van objecten (niet te dikke bomen, pijpleidingen, telegraafpalen etc. door het een aantal malen daaromheen te wikkelen.

Slagsnoer onderscheidt zich dus van lont of vuurkoord doordat het zelf niet langzaam brandt maar detoneert (met een snelheid van 7000-8000 m/sec) en doordat er meestal geen extra inleidladingen nodig zijn om de hoofdlading te laten ontploffen, behalve bij zeer ongevoelige springstoffen zoals ANFO.